# Beat Furrer
Beat Furrer (Sciaffusa, 6 dicembre 1954) è un compositore e direttore d'orchestra austriaco.

## Biografia
Nato a Schaffhausen, in Svizzera, Furrer si trasferisce a Vienna nel 1975 per proseguire gli studi con Roman Haubenstock-Ramati (composizione) e Otmar Suitner (direzione dorchestra). Nel 1985 ha cofondato quello che è oggi uno degli ensemble di musica contemporanea leader in Europa, i Klangforum Wien, che ancora conduce.
Premi recenti e onorificenze includono il "Premio musica della città di Vienna" nel 2003 e il Leone d'oro, per il monodramma "FAMA"  alla Biennale di Venezia nel 2006. Nel 2014 è stato premiato con il Grand Austrian State Prize.  Dal 1991 è professore di composizione presso l'università della musica e dell'arte di Graz.
Il 25º anniversario dei Klangforum Wien è stato celebrato nel 2010 durante il Wittener Tage für neue Kammermusik con l'esecuzione in prima assoluta del lavoro Xenos-Szenen per 8 voci e ensemble.

## Composizioni (parziale)
- a due per viola e pianoforte (1997)
- Aer per piano, clarinetto e violoncello (1991)
- Begehren Musiktheater (2003)
- Die Blinden, Opera da camera in 1 atto
- Chiaroscuro Für R.H.R., per Orchestra
- Ensemble per 4 clarinetti, 2 pianoforti, vibrafono e marimba.
- Face de la chaleur per flauto, clarinetto, pianoforte e orchestra in 4 gruppi.
- Fama Opera in 8 Scene (2004-2005)
- Für Alfred Schlee per quartetto d'archi
- Gaspra per ensemble
- Illuminations per soprano ed ensemble da camera
- Madrigal per orchestra
- Narcissus, Opera in 6 Scene
- Narcissus-Fragment per 2 narratori e 26 strumentisti
- Nuun per 2 pianoforti e ensemble (1996)
- Phasma per pianoforte (2002)
- Piano Concerto (2007)
- Poemas per mezzo-soprano, chitarra, pianoforte e marimba (1984)
- Retour an Dich per violino, violoncello e pianoforte (1986)
- Risonanze per 3 gruppi orchestrali
- Schleedoyer I per quartetto d'archi
- spur per pianoforte e quartetto d'archi(1998)
- Quartetto d'archi No.1 (1984)
- Quartetto d'archi No.2
- Quartetto d'archi No.3 (2004)
- Studie 2 – a un moment de terre perdue per ensemble
- Studie – Übermalung per orchestra
- Tiro mis tristes redes per orchestra
- Trio per flauto, oboe (o sax) e clarinetto
- Ultimi cori per coro e 3 percussionisti
- Voicelessness. The Snow Has No Voice per pianoforte (1986)
- Wie diese Stimmen per 2 violoncelli
- Konzert für Klavier und Ensemble per pianoforte e ensemble (2008)
- lotófagos II fper 2 soprano e ensemble, basato su un testo di Händl Klaus and Antonio Machado (2008)
- Xenos per ensemble (2008)
- Wüstenbuch Opera (2010)
- linea dell'orizzonte perensemble (2012)
- La bianca notte per soprano, baritono e ensemble basato su un testo di Dino Campana e Sibilla Aleramo (2013)
- Canti della tenebra per mezzo-soprano e ensemble basato su un testo di Dino Campana (2014)
- La bianca notte Opera (2015)
- Enigma Cycle (Enigma I-VII) per coro misto a cappella (2007-2015)